# Fumble (Band)
Fumble war eine britische Rock-’n’-Roll-Gruppe der 1970er Jahre, die sich auf die Musik der 1950er und 1960er Jahre spezialisiert hatte. 

## Geschichte
Gegründet wurde die Gruppe 1967 in Weston-super-Mare/England unter dem Namen The Baloons.
1971 benannten sich die Band in Fumble um und veröffentlichte im September 1972 ihr erstes Album mit Coverversionen bekannter Hits aus den späten 1950er und frühen 1960er Jahren. Im Oktober 1972 gingen sie als Vorgruppe von Bill Haley auf Deutschlandtour, und im Februar 1973 folgte eine US-Tour mit David Bowie. Von dieser Tour zurück, waren sie am 21. März 1973 zu Gast in der von Radio Bremen produzierten Sendung Musikladen, in der sie drei Titel spielten. Im gleichen Jahr traten Fumble im Juni auf dem Roskilde-Festivalin Dänemark als Headliner auf, und im August in England auf dem Reading Festival.
1974 erschien ihre zweite LP, diesmal mit einer Mischung aus bekannten Stücken der 60er Jahre und Eigenkompositionen. Produziert wurde die LP von Shel Talmy, der auch schon The Kinks und The Who produziert hatte. Im August 1974 folgte ein weiterer Auftritt auf dem Reading Festival. Es folgten weitere Tourneen durch Dänemark, Deutschland und die Schweiz, sowie eine Europatournee als Vorgruppe von Fats Domino 1976.
Ab 1977 spielten sie für 19 Monate im Musical Elvis im Londoner  West End, in dem auch Shakin’ Stevens und P. J. Proby mitwirkten. Einem größeren Publikum bekannt wurden sie durch die 1979 von Jack Good gedrehte Neuauflage der Musikserie "Oh Boy", die 1983 europaweit ausgestrahlt wurde.
Keyboarder Sean Mayes ging 1978 als Musiker von David Bowie auf Tournee und spielte Piano auf dessen Alben Lodger sowie auf dem Live-Album der Tour "Stage".
Nach dem Elvis Musical und den Dreharbeiten zu Oh Boy konnten Fumble nicht mehr an ihre früheren Erfolge als Live-Band anknüpfen. Im Mai 1982 wurde ihr letztes Album It's Only A Rock'n'Roll Game veröffentlicht und im gleichen Jahr im September endete ihre letzte Deutschlandtour. Ab 1983 traten sie nur noch einmal im Jahr in England auf, und seit dem Tod ihres Keyboarders Sean Mayes 1995 nicht mehr unter dem Namen Fumble.

## Diskografie

### Singles
- 1972: Hello Marylou / Hanging On
- 1972: Oh Carol / Hello Mary Lou
- 1973: Alexandra Park (Palisades Park)	/ Mama I can't tell You
- 1973: Million Seller / Get Up
- 1973: Breaking up is Hard to do / One Night
- 1974: Not fade away / After the Dance
- 1974: Don't take love / So long Marilyn
- 1974: Gone Gone Gone / Don't Take Love
- 1975: One last Dance / Wishing
- 1976: Rock 'n Roll School	/ On the Road to Fame
- 1977: Carol, please come Home	/ Giving the Best Years away
- 1979: Mama, don't you hit that Boy / Tonight
- 1981: Wasn't that a Party / Tell the Truth, Honey
- 1981: Greenback-Dollar / 	Feel like rocking Tonight

### Alben
- 1972: Fumble (EMI)
- 1974: Poetry in Motion (RCA)
- 1979: Rumble with Fumble!
- 1982: It's Only A Rock'n'Roll Game (EMI Electrola)
- 2020: Not Fade Away – The Complete Recordings 1964-1982 (Cherry Red)